# East Spencer
East Spencer is een plaats (town) in de Amerikaanse staat North Carolina, en valt bestuurlijk gezien onder Rowan County.

## Demografie
Bij de volkstelling in 2000 werd het aantal inwoners vastgesteld op 1755.
In 2006 is het aantal inwoners door het United States Census Bureau geschat op 1769, een stijging van 14 (0,8%).

## Geografie
Volgens het United States Census Bureau beslaat de plaats een oppervlakte van
4,1 km², geheel bestaande uit land.

## Plaatsen in de nabije omgeving
De onderstaande figuur toont nabijgelegen plaatsen in een straal van 16 km rond East Spencer.